# Realiti
Realiti è un brano musicale della musicista canadese Grimes, pubblicato l'8 marzo 2015 e successivamente incluso nella versione CD dell'album Art Angels. Una versione rivisitata del brano è stata inserita nelle versioni fisiche e digitali dell'album.

## Video musicale
Il videoclip è stato reso disponibile il 9 marzo 2015.

## Tracce
1. Realiti (demo) – 4:27

1. Realiti – 5:05